# Ямсков, Анатолий Николаевич
Анатолий Николаевич Ямсков (род. 12 декабря 1956, Москва) — советский и российский учёный, этнограф и антрополог, кандидат исторических наук, доцент Московского городского педагогического университета, ведущий научный сотрудник Центра антропоэкологии Института этнологии и антропологии РАН.

## Биография
Родился 12 декабря 1956 года в Москве в семье служащих.
В 1974—1980 годах обучался на кафедре физической географии зарубежных стран (сейчас кафедра физической географии мира и геоэкологии) географического факультета МГУ, получил специальность «География (физическая география)» и квалификацию «географ, физико-географ зарубежных стран, референт-переводчик (английский язык)».
В 1980—1982 годах работал инженером в Лаборатории природных ресурсов и техногенных изменений природной среды при кафедре физической географии зарубежных стран географического факультета МГУ. С 1981 года является членом Географического общества СССР (ныне — Русское географическое общество). Являлся членом Этнографической комиссии РГО.
В 1982—1986 годах обучался в аспирантуре в Секторе этнической экологии (сейчас Центр антропоэкологии) Института этнографии АН СССР. В 1988 году защитил диссертацию на соискание учёной степени кандидата исторических наук на тему «Отгонно-пастбищное скотоводство. Опыт этноэкологического и типологического исследования (на примере хозяйства народов Кавказа в конце XIX — начале XX вв.)», научный руководитель — В. И. Козлов.
С 1986 года работает в Институте этнографии АН СССР, позднее преобразованном в Институт этнологии и антропологии РАН (ИЭА РАН). Занимал должности младшего научного сотрудника, научного сотрудника (с 1990), старшего научного сотрудника (с 1995), и. о. ведущего научного сотрудника (с 2005) и ведущего научного сотрудника (с 2008). В 1998—2005 годах являлся заведующим Сектором этнической экологии ИЭА РАН.
В 1997—2014 годах преподавал в качестве совместителя на географическом факультете Московского городского педагогического университета. В 2003 году получил учёное звание доцента по специальности «Этнография, этнология и антропология».
В настоящее время является ведущим научным сотрудником Центра антропоэкологии ИЭА РАН.

## Научная деятельность
Сфера научных интересов: этноэкология, экологическая антропология, этнография хозяйства, традиционное природопользование, прикладная антропология, этнические конфликты, культурные ландшафты.
Автор более 300 научных публикаций, вошедших в Российский индекс научного цитирования, в том числе более 90 публикаций включены в международную базу данных ORCID.
Являлся участником экспедиций в Абхазию, Азербайджан и другие части постсоветского пространства.

## Некоторые публикации
- Ямсков А. Н. Концепции хозяйственно-культурных типов и историко-культурных областей — вклад советской этнографии в культурно-географическое районирование // Географическая среда и живые системы, 2023, № 2, с. 19-46 doi:10.18384/2712-7621-2023-2-19-46
- Ямсков А. Н. История становления и развития отечественной этноэкологии // Этнографическое обозрение, 2013, № 4, с. 49-64 doi:10.5281/zenodo.3228985
- Ямсков А. Н. О Кавказе и его границах // Этнографическое обозрение, 2013, № 5, с. 66-76 doi:10.5281/zenodo.3228983
- Ямсков А. Н., Власкина Т. Ю. Рыболовецкие сообщества и традиционное рыболовство на казачьем Юге России // Этнографическое обозрение, 2013, № 5, с. 3-13 doi:10.5281/zenodo.3228981
- Yamskov A.N. The Rights of Small-Numbered Peoples of the Russian North in the Territories of Traditional Nature Use: Ownership or Use? // Journal of Legal Pluralism and Unofficial Law, 2001, No 46, pp. 121—134 doi:10.1080/07329113.2001.10756555
- Yamskov A.N. Joint Control over Key Territories in Nagorno-Karabakh // Security Dialogue, 1996, vol. 27, No 1, pp. 95-98 doi:10.1177/0967010696027001013
- Yamskov A.N. Ethnic Conflict in the Transcausasus: The Case of Nagorno-Karabakh // Theory and Society, 1991, vol. 20, No 5 (October), pp. 631—660 doi:10.1007/BF00232663